# Georg Meindl
Georg Meindl (1807 – 1873) byl rakouský politik německé národnosti z Horních Rakous, během revolučního roku 1848 poslanec Říšského sněmu.

## Biografie
Roku 1849 se uvádí jako Georg Meindl, majitel hospodářství v Braunau am Inn.
Během revolučního roku 1848 se zapojil do veřejného dění. Ve volbách roku 1848 byl zvolen i na ústavodárný Říšský sněm. Zastupoval volební obvod Mattighofen. Tehdy se uváděl coby sládek, hostinský a hospodář. Náležel ke sněmovní levici.